# Тонійор
Тонійо́р (тадж. Тониёр) — село у складі Хатлонської області Таджикистану. Входить до складу Даханського джамоату Кулобського району.
Населення — 876 осіб (2010; 866 в 2009).